# Coelogyne hajrae
Coelogyne hajrae là một loài thực vật có hoa trong họ Lan. Loài này được Phukan mô tả khoa học đầu tiên năm 1997.